# Tony Hibbert (voetballer)
Tony Hibbert (Liverpool, 20 februari 1981) is een Engels voormalig voetballer die bij voorkeur als rechtsback speelde. Hij stroomde in 2000 door vanuit de jeugd van Everton, waarvoor hij zijn gehele carrière actief bleef. 
Hibbert maakte in 2001 zijn profdebuut in het shirt van Everton, waarmee hij het opnam tegen West Ham United. In 2009 speelde hij met Everton de finale om de FA Cup, die met 2-1 van Chelsea werd verloren. 